# 山内溥
山内 溥（やまうち ひろし、1927年〈昭和2年〉11月7日 - 2013年〈平成25年〉9月19日）は、日本の実業家。出生名は山内 博（読みは同じ）。
玩具メーカーの任天堂株式会社代表取締役社長（個人商店の山内房治郎商店より数えて第3代、1949年 - 2002年）、同社取締役相談役（2002年 - 2005年）を経て、晩年まで同社の相談役を担った。任天堂を電子ゲームによって世界的な企業に押し上げた中興の祖として活躍した。
また、日本人初の大リーグチームのオーナーとして、シアトル・マリナーズの共同オーナーを務めた人物としても知られる。

## 経歴

### 幼少期
1927年、京都市に生まれる。溥は任天堂創業家の生まれであり、創業者・山内房治郎の曾孫に当たる。
幼少時に、父・山内鹿之丞（婿養子。旧姓：稲葉）が近所の女性と駆け落ちして失踪した後、祖父母に育てられることになったこと以外は恵まれた環境で育つ。

### 社長就任
22歳で社長就任
早稲田大学専門部法律科で学んでいた1947年、花札・トランプ製造会社の合名会社山内任天堂の販売子会社であった株式会社丸福（丸福かるた販売などを経て、現在の任天堂）の設立時に取締役に就任。
跡継ぎとして育てられていた溥だったが、その2年後、1949年に祖父で二代目の山内積良が病気で倒れ、急遽祖父の後を継がざるを得なくなり、22歳で株式会社丸福かるた販売の代表取締役社長に就任。1950年大学卒業。
溥が会社を継ぐにあたって、「任天堂で働く山内家の者は自分以外に必要ない」とする条件を提示したため、前社長は会社にいた山内家の従兄弟達を会社から退けていた。
アイデアマンとして業界トップへ
社内の労働争議が悪化する中、積極的に社内改革を図った。1955年に労働争議は一応の決着がついたものの、争議の激しさで体を壊しかけるなどした経験から父を激しく嫌い、後に父が面会しに来た際には門前払いしたという。
労働争議が収まる一因となったのは、山内のアイディアマンぶりである。1953年には日本初の「プラスチック製トランプ」を開発、1959年にはディズニートランプを発売するなどし、任天堂の業績をかつてないほど上げたことにより、誰も社長に文句が言えなくなった。
特にディズニートランプに関しては、「ディズニーキャラクターを絵柄に使う」「遊び方の簡単な説明書を同梱する」という全く新しい手法により、それ以前は博打の道具としてしか認識されていなかったトランプを、「子供向け・家庭の団欒のための玩具」として再定義し、全く新しい層を新たに取り込んだ。任天堂のトランプは爆発的に売れ、1960年代前半には一躍業界トップに躍り出る。
多角経営に失敗
1958年のアメリカ視察では、世界的に高いシェアを有するトランプ会社U.Sプレイング・カード社に向かったが、最大手であるにもかかわらずオフィスも工場も想像以上に小規模だったことに衝撃を受け、「トランプだけではちっぽけな会社で終わってしまう」と悟り、多角経営の道を探ることになる。
親戚にタクシー会社の経営者がいたことから、1960年にタクシー会社のダイヤ交通株式会社を設立したのを皮切りに、1961年には近江絹糸と共同出資で三近食品を設立し、いずれも代表取締役社長に就任。その他にも任天堂本社でも他業種に進出した。
これらの多角経営は、総じてノウハウ不足などによりことごとく失敗。さらにトランプブームが一段落付いた1964年に任天堂は、一転倒産危機に直面することになる。山内は1965年に三近食品、1969年にダイヤ交通の経営から手を引いた。

### 玩具事業への舵切り
電子玩具のヒット
任天堂が苦境に陥っている最中、1965年に入社した横井軍平が暇つぶしで作っていた遊び道具を1966年に「ウルトラハンド」として商品化させたところ大ヒットを記録。任天堂のオリジナル玩具1号となったこの製品は、10万個売れれば大成功といわれていた時代に120万個以上を売る大ヒットとなった。
横井軍平を玩具商品開発の主任に据え、それ以降「電気・電子関係の技術」を使った目新しい玩具でヒットを出した。1968年の家庭用ピッチングマシン「ウルトラマシン」など、アイデア玩具を次々と開発し、1967年には17億円であった売上高が2年後には34億円にまで拡大した。その間、任天堂の売上の7割を占めていたカード類の割合は、わずか3割に減少していた。
さまざまな失敗
1968年、レゴブロックに対抗した「N&Bブロック」を発売したが、期待されたほどの売上は得られなかった。1969年には、2人で同時に遊べる画期的なフラフープを発売したが、画期的すぎたためかこれもヒットしなかった。さらに、ノートやサインペンなどの文房具類などを手がけたが、ノウハウが無かったため成功しなかった。左にしか曲がらないラジコンは、そこそこ売れたというが商業的な成功とは言い難かったという。
その他、交通事故保険付きのベビーカー「ママベリカ」を発売したり、1971年発売の家庭用コピー機「コピラス」は低性能だが低価格だったため、10万台くらい売れたもののその後に返品の嵐になるなど、様々なビジネスに挑戦しては模索していることがうかがえる。

### ゲーム事業への模索
レーザークレー射撃場により倒産危機
デパートのおもちゃ売り場と得意の関係になったことなどから、1970年の光線銃SPのヒットを機に、山内は多角経営路線を諦めた。
しかし、光線銃SPの発展版ともいえる「レーザークレー射撃場」という施設を全国各地に展開させようともくろみ、一時は軌道に乗り掛けたものの、運悪く第一次オイルショックが起き、その影響で建設計画撤回が相次ぎ、任天堂は多額の負債を背負い、再び倒産危機に直面することになる。しかし、山内はアーケードゲームに可能性を見出し、その路線を突き進むことになる。
亜流スペースインベーダーでヒット
1978年に発売されたタイトーのスペースインベーダーの大ヒットにより、亜流のインベーダーゲームが氾濫していた際に、任天堂（任天堂レジャーシステム）は『スペースフィーバー』でこれに参戦。
この『スペースフィーバー』について、1979年のテレビインタビューで山内は、「遊び方にパテントは無いわけです」「これからの娯楽業界の発展のためには、むしろこういった新たな技術（ソフトウェア）を互いに公開・交流することが大切」といった旨の発言をしていた。

### 家庭用ゲーム事業への参入
ゲーム&ウオッチの大ヒット
その一方、家庭用テレビゲーム機も数多く手掛け、1980年には携帯型ゲーム機「ゲーム&ウオッチ」が大ヒットとなる売り上げを記録。多角経営時代とレーザークレーの負債を完全返済しても、ありあまるほどの規模となる利益を任天堂にもたらした(横井によると5000万台売れたという）。
「ゲーム&ウオッチ」は「ゲームボーイ」の原型となった携帯ゲーム機であり、マリオやドンキーコングといった後に任天堂を代表することになるキャラクター達は、この時期に生まれている。
ファミコンにより社会的ヒット
この直後、「アーケードゲームを家庭で」という目的に据え置き型ゲーム機「ファミリーコンピュータ」の開発が始まる。この際、山内の「アーケードはもうやめや」の一言で、アーケードゲームの事業規模を急激に縮小させ、家庭用テレビゲームに専念する体制が取られた。宮本茂は「こんなことしていいのかと思った」という。
1983年7月に「ファミリーコンピュータ」を発売し、当初はゲーム&ウオッチのキャラクターが登場する『マリオブラザーズ』『ドンキーコング』や、『ゴルフ』『ベースボール』『テニス』『サッカー』と言ったスポーツゲームや、『麻雀』などの大人向けゲームなどが人気を得ていた。
1984年7月に発売されたハドソンの『ロードランナー』が140万本、同年11月に発売されたナムコの『ゼビウス』が127万本を販売されると、タイトー、コナミ、カプコンといった現在まで続く有名メーカーが相次いで参入した。
その後、1985年9月に『スーパーマリオブラザーズ』が売上681万本という超人気ソフトとなり、1986年には『ドラゴンクエスト』、1987年には『ファイナルファンタジー』、1988年には『スーパーマリオブラザーズ3』『テトリス』などが発売され、こうした大ヒット作に恵まれる形でファミコンは世界的な大ヒットを記録して、任天堂は世界的な企業へと成長していく。
ゲームボーイ、スーファミの発売
1989年には携帯型ゲーム機「ゲームボーイ」を発売し、ファミコン程ではなかったがこちらも大ヒットとなり、以降ゲームボーイシリーズが発売されるに至った。
ゲームボーイ開発時には、横井軍平に対し厳しく注文をつけた。なお、「最終デモ機が完成し受け取った際にわざと床に落として強度のテストを行った」という逸話が流布しているが、これについて任天堂広報室は「いつの間にか、そのような話ができあがった」とコメントしている。
1990年にはファミコンの後継機である「スーパーファミコン」を発売し、ファミコンを遥かに超える映像と、拡大縮小などのエフェクト機能を駆使したソフトが開発可能となり、ゲーム業界のトップ企業として君臨した。

### 業界トップからの陥落
次世代ゲーム機競争に敗れる
1996年には「NINTENDO 64」を発売したが、1994年にソニーから発売されたPlayStationが、次世代ゲーム機競争を制して爆発的ヒットを記録しており、大手ゲームメーカーは「大容量CDによるムービー映像」「ボーカル楽曲や高音質のBGM」「3DCGによるゲーム制作」に魅力を感じていたことから、任天堂離れが加速していき、やがて業界トップの座をソニーに譲る結果となってしまう。
ソニーとは本来、スーパーファミコン用の「CD-ROMアダプタ」である開発コードネーム『プレイステーション』を共同開発する関係であったが、任天堂側がCD-ROM搭載を見送りフィリップスと契約して、ソニーとの契約を半ば一方的に破棄したことから、ソニーは独自ゲーム機の開発にシフトした経緯があった。結果論ではあるが、ソニーのゲーム業界への進出をさせる結果になったことは、山内の経営判断において「最大の失敗」であったと言える。
また、理由は明らかにされていないが、スクウェア作品が任天堂でのゲーム販売を許諾されなくなり、1996年から山内退任の2002年に至るまでPlaystationをメインに販売することになった事も、任天堂が苦戦することになった大きな理由であり、山内の経営判断の大きな失敗と言える。
GBアドバンス、ゲームキューブも苦戦
2001年には「ゲームボーイアドバンス」、初のディスクを採用した「ニンテンドー ゲームキューブ」を発売したが、プレステを上回るヒットにはなり得なかった。

### 社長退任後
相談役に就任
2002年にハル研究所から同社取締役へと呼び寄せていた岩田聡に社長職を譲り、取締役相談役に就任。岩田を社長に任命する直前、一対一で3時間経営哲学を語り、この際に「異業種には絶対手を出すな」と言い残した。また、会社の意思決定は社長への一任ではなく、取締役会での集団指導体制へと移行を促した。
2画面のゲーム機の開発を要望
2004年12月に発売された「ニンテンドーDS」の開発は、ゲーム&ウオッチのような2画面のゲーム機を山内が強く要望したことがきっかけとなっている。その後、2画面を活かす方法が模索された結果、片方の画面をタッチスクリーンにするというアイデアにつながった。

### 晩年
2005年に取締役を退任し、役職は相談役のみとなる。その際、任天堂側からは長年の功績に対する慰労金として12億3600万円を提示されていたが、山内は「それよりも社業に使ってほしい」と、この申し出を断る。
2008年、フォーブス誌は毎年発表する日本の富豪番付で山内が日本一の富豪になったと発表した。
2010年5月18日、京都市左京区の京都大学医学部附属病院に「積貞棟」竣工。積貞棟は山内の寄付金によって建設された。
2013年9月19日、肺炎のため京都大学医学部附属病院で死去した。85歳没。葬儀は任天堂本社で社葬として執り行われた。

### 死後
山内は発行済株式10%を保有する筆頭株主であったがそれらは遺族4人が相続した。相続税の納税のために遺族は株式の一部を売却。任天堂は自社株950万株を1142億円で取得した。

## 投資家・篤志家としての山内溥

### MLB球団のオーナー
1992年、MLBのシアトル・マリナーズが経営危機に瀕し、シアトルから移転されることも考えられていた。それを知った山内は、「長い間、米国任天堂を置かせてくれたシアトルへの恩返し」として、MLB球団をシアトルに留めるために、山内がポケットマネーでマリナーズ運営会社の株式を購入した。
しかし、MLB機構（コミッショナーはフェイ・ヴィンセント）が日本企業がMLB球団を丸々買収することに難色を示したため、「他の出資者も募る形で山内の株保有率は49％に抑える」「マリナーズで重要問題を決める時は共同オーナー7人の投票によって最終意思決定がされ、山内の意向を受けた任天堂の票は2票とする」等の配慮をした上でマリナーズの筆頭オーナーとなり、MLB史上初の日本人オーナーとなった。
2002年の任天堂社長退任後も個人出資分として、暫くは共同オーナーに名を連ねていた。将来、山内個人の保有分が分散して出資関係があいまいになることや当初の理念が消えてしまうことが懸念されたことで、山内の出資分は2004年8月までにNintendo of Americaがそれらを買い取って持株比率が55%を超えることとなり、マリナーズ運営会社The Baseball Club of Seattle, L.P.は任天堂の持分法適用会社となった。任天堂は「マリナーズの運営に関与することは無い」と表明した。なお、日本企業が球団に5割以上出資するのはメジャーリーグの規則に抵触しない。
佐々木主浩がフリーエージェント権行使でイチローがポスティングシステムでそれぞれMLB挑戦を表明した時には、マリナーズとして獲得することを強く希望した（特にイチローについては「何が何でも獲れ」と言明した。佐々木とイチローはマリナーズ在籍時に任天堂のCMに出演したことがある）。山内がマリナーズに対して基本的には金だけ出し、口を出すことはない。それどころか「飛行機が嫌いだから」という理由で、マリナーズの本拠地セーフコ・フィールドに一度も行くことはなかった。2005年には、個人保有していた任天堂の株式5000株をイチローの年間最多安打達成のお祝いとして贈呈した。
山内の死去が明らかになった直後の2013年9月23日にはセーフコ・フィールドにおいてマリナーズの試合前に、オーナーであった山内の死去を悼んで黙祷が捧げられた。大型スクリーンに山内の姿が映し出される中で1992年の球団買収でチーム移転を食い止めたことなどが紹介され、マリナーズの選手は2013年シーズン終了までユニホームにイニシャルの「HY」をデザインした喪章を着けてプレーすることになった。
なおNOAは2016年にThe Baseball Club of Seattle, L.P.の株式を10%を残して他の共同オーナーたちへ売却し、筆頭株主ではなくなっている（経緯はシアトル・マリナーズ#運営に記した）。

### 小倉百人一首
小倉百人一首をテーマとして、京都文化や京都観光の発展に貢献するために設立された「公益財団法人小倉百人一首文化財団」の理事長を務めた。同文化財団が運営する百人一首のテーマパーク「時雨殿」建設の際には、建築費用21億円すべてを個人で負担し、2012年まで時雨殿運営に任天堂関係者が関与していた。

### 投資ファンド
2002年1月に「ファンドキュー」というベンチャーのゲーム会社を支援する投資ファンドを設立している。「ゲームキューブとゲームボーイアドバンスの連携」、「開発期間は一年」、「任天堂による審査」など条件はあったが、無担保で融資を行うという零細ベンチャーには魅力あるものであり、全額山内のポケットマネーで行われた。

### 京大附属病院新病棟
2006年2月、京都市左京区の京都大学医学部附属病院に「大学病院の使命にふさわしい病棟を建設してほしい」と約70億円の個人資産を寄附。これにより京大では地上8階・地下1階で延べ床面積約2万平方メートル・病床約300の新病棟「積貞棟」を建設した。工事の着手は法的問題の解決が難航したため1年半遅れ2008年7月に着工、2010年5月に完成した。
なお上記の通り山内は同病院で生涯を閉じている。

## 経営哲学
娯楽に徹せよ

任天堂がやることは、任天堂が『一番強みを発揮できる部分』に絞るべき。これは私が山内から教わったことですけど、上手に捨てられるから少ない人数でも大きな所と戦えるわけで、絞ってなければ、ソニーさんやマイクロソフトさんのようなジャイアントカンパニーを向こうに回して競争なんかできないわけですよ。ですから、事業を分散させない。それを前提にすると、自分たちではできないことは他社さんと組まないといけないわけで、その組み方もどんどん変わっていくんだろうなと思います。(岩田聡 談)
—「任天堂“驚き”を生む方程式」 - 井上理（著）
面白いと思うものをつくれ

商品が売れるか売れないかは、正直いって誰もわからんよ。しかし、面白いか、面白くないかは誰にでもわかる。おもしろいものをつくれば会議で検討したり、市場調査をしたりする必要もないわけや。事実、ゲームソフトで370万本売って超ベストセラーになった「スーパーマリオブラザーズ」など、100人中90人までがおもしろいと評価していたよ。
—「他社の類似品は出すな」「面白いと思うものをつくれ」任天堂・山内溥社長の経営哲学
類似品は出すな、独創的であれ

娯楽というものは、独創性を持たないで、人のやったことをやっていたって仕方がないんや。独創性を発揮して、それが認められるような商品でなかったら新しい市場は成立しない。新薬の開発のように、何かを深く掘り下げて、その技術の上に立って戦略を考えるというのとは根本的には違うんです。

だから、今までこんな遊びがあった、これを改良、改善すればなんとか商売になるのでは……という発想では絶対うまくいかん。だからこそ、他社の類似品は出さんというのが、任天堂のモットーなんです。
—「他社の類似品は出すな」「面白いと思うものをつくれ」任天堂・山内溥社長の経営哲学
必需品と区別せよ

何よりも大事なことは、娯楽というのは飽きられるものだということ。ここが必需品と根本的に違うわけです。そして必需品ならば二番手でも安いほうが売れます。しかし娯楽は二番煎じではダメです。たとえ安くても売れない。トップランナーでないといけません。だから、二番煎じで安いものを作るというやり方でやってきた大手の必需品メーカーには、娯楽のソフトウエアを作るのは無理ですよ
—任天堂3代目｢娯楽は二番煎じではダメ｣の真意
身の丈を知れ
異業種には絶対手を出すな

### 山内の名言
ヒットは儚いもの
大ヒットしたディズニートランプだったが、人気に陰りが見え始めたことから、「ヒットは、儚いものだとつくづく感じた。ヒットしている内に善後策を考えておかないと手痛い目に遭う」と思ったという。
失意泰然 得意冷然
山内の父の残した言葉として、「失意泰然 得意冷然」を挙げている。明代の中国の崔後渠（中国語: 崔銑 (明朝)）という人物による『六然』にある言葉で、「得意のときに驕り高ぶることなく、失意の時にはゆったりと構えていなさい」という意味である。
実力だけではなく運も認める
運を認めないといけない。運を実力だと錯覚するということは、これほど愚かなことはないんです。経営者としてね。ところが、人間ですからついつい運の存在を無視して「俺の力だ。俺のやり方が良かったんだ」と言いたいんですわ、人というものはね。それは駄目。
世間にはよく成功した人間を尊敬する人がいるけれど、それが僕には不思議でしようがない。たまたま運が良かっただけの人を、どうして尊敬できるんでしょうかね。
ヒット商品をつくる秘訣はない
ヒット商品をつくる秘訣なんてない。ただいえることは、ある種の能力があって、ひたすら目的に向かってそればかり考え続けておれば、いつか花がひらくときがくる。気持ちを持続しておくことが大切。
非常識なインスピレーション
全くの新製品を作るためには、常識的な発想では人々を納得させることはできない。新製品に必要なのは、社会通念や習慣を変えるようなものでなければならない。そのためには非常識の発想が必要なんです。みんながこうするから自分もそうするなんていうのは論外です。我が道を行くという考え方、そのためには、他人に煩わされないで、自分の時間を多く持つことが大切だ。人と同じことをやっていたのでは、同じ考えしか出てこないんです。
物事に100％ということはあり得ない
僕個人の意見を言うとね、およそ物事に100％ということはあり得ない。人間ですから。だから「99％駄目だ」ということは言えても「100％駄目だ」ということは言えないんですよ。人間ですから。そこで僕は100%駄目だと思った時、「あれは、99.99％駄目だ」と言っているんです。
消去法でやってみる
僕らみたいな仕事をしていると、いろいろ迷うんです。これしようとか、あれしようとか。ところが、あれしても駄目これしても駄目だということになっていくと、だんだん自分のやれる範囲が絞られてくる。だから、私は何も新しいものを求めていたんでも何でもなくて、考えていくうちに、もうこの辺しかないと。任天堂の行くところは、それしかないと思わざるを得なかったんです。消去法でいけばそうなるんです。
冒険精神と危機意識
企業においては、確かに冒険精神は必要不可欠のものだが、なにも現在、小は小なりにうまく暮らせているものを、わざわざヤケドしに行くことはないという気持ちも、私にはあります。任天堂の場合、どこへ行っていいかわからなかった。だが、現実に何かしなければ会社がなくなってしまう。そういう危機意識が非常に強かったんです。
人気ゲームのキーワード
これからのゲームは、交換・収集・育成・追加の4つがキーワードになる。
成功と失敗
いまソニーがゲームで成功したと言われています。でもそれは、たまたまいま成功しているだけで、ついこの間までは失敗していました。この業界でいま、最も強いと言われているソニーでさえ、成功と失敗を繰り返しています。明日は失敗するかもしれません。
面白いゲームの作り方などない
どうしておもしろいソフトがつくれるのかという問いに対しては、私はいつでも言っているんですが、結局はだれもがわからないんです。実はこうしてつくります、ああしてつくれますという解答が出せるとすると、だれでもそのようにすればできるわけでしてね。だからこそソフトウェアという言葉が非常に重みを持ってきているのでしょうね。
他社に制作依頼したことはない
私はこれまで他社にソフト制作をお願いしますといったことは一度もない。やるのも、やめるのも自由。むしろやめてほしい。
ビジネスの市場は世界
任天堂は東京を相手に商売してるんやない。世界や。
従来と異質のものを作る
娯楽という分野は、つねに従来と異質のものを開発しなければならないのです。つまり改良の程度ではダメです。このビジネスの世界は一日かかって説明しても、なかなか理解してもらえないのではないかと思うほど難しい。
時代が変化に対応する
時代が変化したんです。そのため止むを得ず転換を図った。それだけのことでしかない。それ以降、幾多の苦難を経ながら、ともかく生き延びてこられたのは、本当に運がよかったからだ。もっといえば、明確な経営戦略などがあったわけではなく、文字どおり試行錯誤の連続でその失敗の積み重ねの中から、少しずつ体で覚えて勉強し、それを材料として、たまたま幸運に恵まれて、昭和55年からようやく急成長の波に乗った。要するに、任天堂は運がよかっただけなんですよ。
任天堂は大きく変身したといわれるけども、それはわたしたちが、時代の変化を予測したとか、会社を大きくしよう、もっと儲かる仕事をしようなどと思ってやったことではないんですよ。花札やトランプは、もうこれ以上伸びないことがわかった。それならばこれからどうするのか、いったいどうしていいのかがわからない。経営者にとってこれほど苦しいことはない。そういう時代が長く続きました。そうしたときにマイコン革命が始まった。いやでもその道を行くしかなかった。ひたすらその道を歩みつづけた結果、任天堂自身が変わっていかざるを得なくなった。それだけのことなんですよ。
駄作で市場を崩壊させない
ゲームソフトを作れる技術屋というのはたくさんいます。しかし、本当に才能の豊かな、経験を持った有能な人は極めて少ない。優秀なゲームを作れる人が少ないということは、くだらないゲームなら作る人が大勢いるということです。そんな人に市場を荒らされたら、育つものも潰されてしまう。各メーカーが競争になればなるほど、どうしても多作に走り、ソフトの種類で勝負しようということになる。そうなると、似たようなくだらないゲームソフトが市場に氾濫する。駄作が多く出回ると、消費者は不快感を持つようになる。そうなったら、娯楽市場なんてアッという間に崩壊します。駄作で市場を崩壊させないためにも独占しなければならなかったんです。
余裕資金を持つ
余裕資金は保険の意味を持つ。当社は新しい市場を作る考えだが、どれだけお金がかかるかわからない。銀行は簡単に貸してくれないし、社債を発行すればリスクを伴う。自前で資金を持ち、必要な時に自由に使えるようにしておくことが必要だ。
努力しても成功するとは限らない
「努力したからうまくいった」と言う人がいるのは構わない。でも自分は違う。努力したから成功するとは限らないと思っている。苦労だって経営者ならしていない人などいないから、自分が特に苦労したとは思わない。振り返ると何となくこうなっていた。運が良かっただけだ。
市場調査する必要などない
市場調査？そんなことしてどうするんですか？　任天堂が市場を創り出すんですよ。調査する必要などどこにもないでしょう。
新たな技術を互いに公開・交流する
これからの娯楽業界の発展のためには、むしろ新たな技術を互いに公開・交流することが大切。
運を天に任せる
人事を尽くして天命を待つというが、人事なんてなかなか尽くせるものではない。そのときは、やるだけやった、あとはどうなっても満足だと思うかもしれないが、しくじったら、そのとたんに、ああしておけばよかった、こうもすればよかったと、次から次に反省が生まれるものです。だから、どんなに人事を尽くしたつもりでも、人間は所詮は天命を待つ心境にはなれない。そういう意味でもわたしは、任天堂の名の由来のごとく、人事を尽くして天命を待つのではなく、単純に「運を天に任せる」という発想を積極的に取りたいと思っています。
なにが起ころうともショックを受けない会社
経営の世界は流動的であり、いつまでも成長し続ける保証はどこにもない。そして、予想しなかったことが起きても「私は関係がない」と経営者は言えない。だから、体質を強化してなにが起ころうとも社員や取引先がショックを受けない会社をつくる、それが私の仕事だ。

## 人物
山内時代の任天堂は情報公開が少なく、ファミコンカセットのロイヤリティー問題、ゲームボーイの投げ付け、リコーの話など噂に尾ひれがついたものが多数ある。岩田が社長に就任して以降の任天堂はインターネットなどにより積極的に情報公開するようになっており、かつての定説が崩される事が増えている。
「独特の経営哲学」で知られ、ワンマン経営者の典型として語られる事が多いが、宮本茂は「皆、社長の喜ぶ顔が見たくてやっている」と語り、出石武宏は「（開発第一部部長になって）いまは立場上社長と話せる場面が増えたわけです。好きですね。ますます好きですね。だってすごいですもん（後略）」「社長が笑った顔を見たいがためにみんなつくっている」と熱く語っているようにカリスマ性にも優れ、幹部社員の殆どから厚い信頼を得ていた。
独断的手法については評価が分かれる部分があるものの、「ファミリーコンピュータ（ファミコン）」に代表される一連のテレビゲームや、任天堂では初の開発部長である横井軍平の発案による「ウルトラハンド」「ゲーム&ウオッチ」等の新規市場開拓型のヒット商品については、山内の決断により成功したことはよく知られている。
商品の宣伝については、店頭の宣伝にコストをかけることに否定的で、「金があるなら、テレビに入れろ」という考えをもっており、山内社長時代の任天堂はテレビによる宣伝が多かった。

## 親族
山内家は代々任天堂の社長を務めてきたが、溥が岩田聡に社長を禅譲し、長男の克仁が2016年に退社以降、同社の中核からは退いている。なお一族が保有する任天堂の株を一部同社に売却したが、割合は未公表ながら2024年現在も同社の株式を保有。
2024年現在、株式会社山内、一般社団法人ヤマウチ・ナンバーテン・ファミリー・オフィス、一般財団法人山内財団の3団体を運営。資産管理や投資事業、地域開発事業を行っている。
- 曾祖父：山内房治郎[30]（やまうち ふさじろう、1859年11月22日 - 1940年1月1日）。灰孝本店を創業。任天堂初代店主。
- 祖父：山内積良[30]（やまうち せきりょう、1883年12月10日 - 1949年2月2日）。灰孝本店および任天堂2代店主。
- 母：山内君[30]（やまうち きみ、1907年6月 - 1978年1月20日）。京都市出身。心不全により京都市北区の京都警察病院で70歳で死去。
- 父：山内鹿之丞（やまうち しかのじょう）。積良の養子。溥の幼少期に出奔。
- 妹が一人。
- 叔母：山内孝[30]
- 叔父：山内源蔵[30]。孝の夫。積良の養子。灰孝本店の3代目店主。京都府岩倉村の村長（1945年 - 1949年）[30]。
- 義兄（妻の兄）：稲葉実（稲葉實、いなば みのる、1921年11月12日 - ）。元任天堂社外監査役。
- 長男：山内克仁（やまうち かつひと、1959年9月27日 - ）。専修大学卒業後、1985年電通に入社。その後、10年を経て任天堂に入社し同社アメリカ支社に勤務。のち本社に戻り、同社広報企画室企画部課長。2000年6月に部長代理。2001年より部長。映画『ポケットモンスター』シリーズの第一作からアソシエイトプロデューサーを担当。2016年に退社[28]。
- 次男：山内万丈（やまうち ばんじょう）。溥の養子、血縁上は克仁の息子に当たる[31]。2011年、早稲田大学入学。卒業後、2016年4月より博報堂勤務。退社後、2019年3月に株式会社山内上級執行役員就任。2020年6月、資産運用会社「ヤマウチ・ナンバーテン・ファミリー・オフィス」を設立し代表に就任[注 3][32][33][34]
  - 『ディディーコングレーシング』より登場したキャラクター、バンジョーの名前は万丈に、『バンジョーとカズーイの大冒険』に登場したカズーイの名前は克仁に、それぞれちなんでいる[35]。
- ほかに長女、次女[17][注 4]。
  - 娘婿（長女の夫）：荒川實（あらかわ みのる、1946年9月3日 - ）。テトリスオンライン・ジャパン取締役会長。元Nintendo of America社長。

## その他
- 趣味の囲碁はアマ六段。囲碁界への貢献が認められ、2005年には、第35回大倉喜七郎賞を受賞した。また同2005年9月30日には、5年間空席だった日本棋院関西総本部長に就任している。「任天堂が囲碁ゲームを出す際は、ゲームのCPU（思考ルーチン）が山内と勝負し、それに勝たなければならない」という暗黙のルールがあった[注 5][注 6][要出典]。
- 社長だった頃の強烈なカリスマ性やワンマン経営、そして何よりもその風貌と歯に衣着せぬ物言いから、インターネットコミュニティ上では「社長」ならぬ「組長」とも呼ばれ、当時広報室長だった同じく強面の今西紘史（現・同社顧問）と共に恐れられる存在だったが、彼を嫌ってのものというよりもむしろ『愛称』としての側面が強いものであった。
- NINTENDO 64発売当時、スクウェアが「ファイナルファンタジーシリーズ」最新作のプラットホームを土壇場でNINTENDO 64からSCEのプレイステーションに変更したことに激怒したとされているが、実際は当時のスクウェア側の任天堂に対する侮辱的発言による説が有力。その影響で、スクウェア関係者は約8年間ほど任天堂本社に出入り禁止となっていた（詳しくはスクウェア・エニックス#任天堂との関係を参照）。
- 64DDソフト「タレントスタジオ」では本人役で出演し、社長挨拶をしている。
- 「ゴニンカントランプ協会」の名誉名人を務めている。
- 『どうぶつの森+』では、プレイヤーへの最初の手紙を執筆している。
- 『まわるメイドインワリオ』の一部レコードに非常に小さいが彼が描かれたものがある。
- 『とびだせ どうぶつの森』のアイテムに「山内牛乳」がある。
- 『あつまれ どうぶつの森』のアイテムに「山内牛乳」と書かれたアイスケースがある。
- Apple TV+にて配信されたの映画『テトリス』では、イギリスを拠点に活動する日本人俳優の伊川東吾が山内役を演じた。